# Orzechówka popielata
Orzechówka popielata (Nucifraga columbiana) – gatunek średniej wielkości ptaka z rodziny krukowatych (Corvidae), występujący głównie w środkowo-zachodniej części Ameryki Północnej. Nie jest zagrożony.
SystematykaPo raz pierwszy zgodnie z zasadami nazewnictwa binominalnego gatunek ten opisał w 1811 roku Alexander Wilson. Autor nadał mu nazwę Corvus columbianus. Jako miejsce odłowu holotypu wskazał brzegi rzeki Kolumbia, co w 1934 roku zmieniono na: Clearwater River, 2 mile (3,2 km) na północ od Kamiah w stanie Idaho. Obecnie gatunek zaliczany jest do rodzaju Nucifraga. Nie wyróżnia się podgatunków.

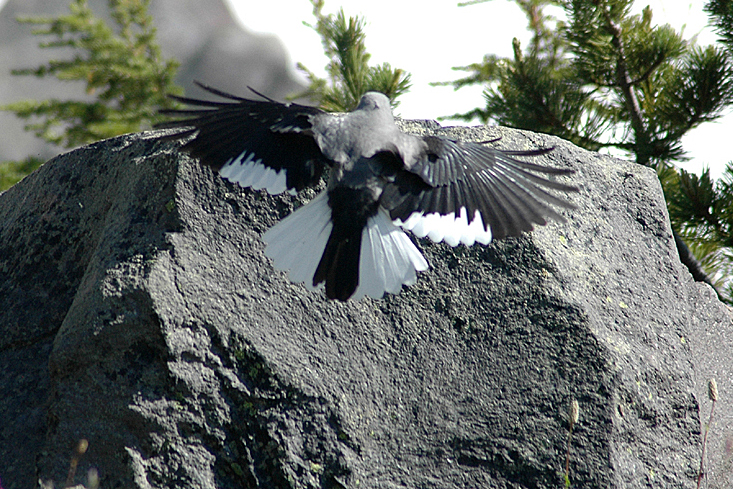
Lądująca orzechówka popielata

WyglądDługość ciała 27–30 cm; masa ciała 106–161 g. Smuklejsza od swojej kuzynki z Europy. Tułów popielatoszary, skrzydła czarne z białymi lotkami II rzędu; ogon biały z czarnymi środkowymi sterówkami. Czoło, gardło i pokrywy podogonowe białe. Dziób czarny, długi, silny i ostro zakończony. Młode ptaki brązowe, szczególnie na pokrywach skrzydłowych.
Zasięg, środowiskoPołudniowo-zachodnia Kanada i zachodnie USA, lokalnie w północnym Meksyku. Osiadła w lasach iglastych w pobliżu górnej granicy lasu; czasami dokonuje inwazyjnych lotów na niziny.
ZachowanieHałaśliwy, rzucający się w oczy ptak. Często spotykany w małych grupach, żeruje na śmietnikach.
StatusIUCN uznaje orzechówkę popielatą za gatunek najmniejszej troski (LC, Least Concern). W 2016 roku organizacja Partners in Flight szacowała liczebność populacji na 270 tysięcy dorosłych osobników. Ze względu na brak dowodów na spadki liczebności bądź istotne zagrożenia dla gatunku BirdLife International uznaje trend liczebności populacji za prawdopodobnie stabilny.